# Hemileuca lares
Hemileuca lares är en fjärilsart som beskrevs av Druce 1897. Hemileuca lares ingår i släktet Hemileuca och familjen påfågelsspinnare. Inga underarter finns listade i Catalogue of Life.